# Полный граф
По́лный граф — простой неориентированный граф, в котором каждая пара различных вершин смежна. По́лный ориенти́рованный граф — ориентированный граф, в котором каждая пара различных вершин соединена парой ребер с противоположными ориентациями.
Принято считать, что теория графов берет своё начало с решения Леонардом Эйлером задачи о семи кёнигсбергских мостах, датированного 1736 годом, однако изображения полных графов, вершины которых располагаются в вершинах правильных многоугольников, встречаются ещё в 13 веке, в работе Раймунда Луллия.
Подобные рисунки иногда называют мистическими розами.

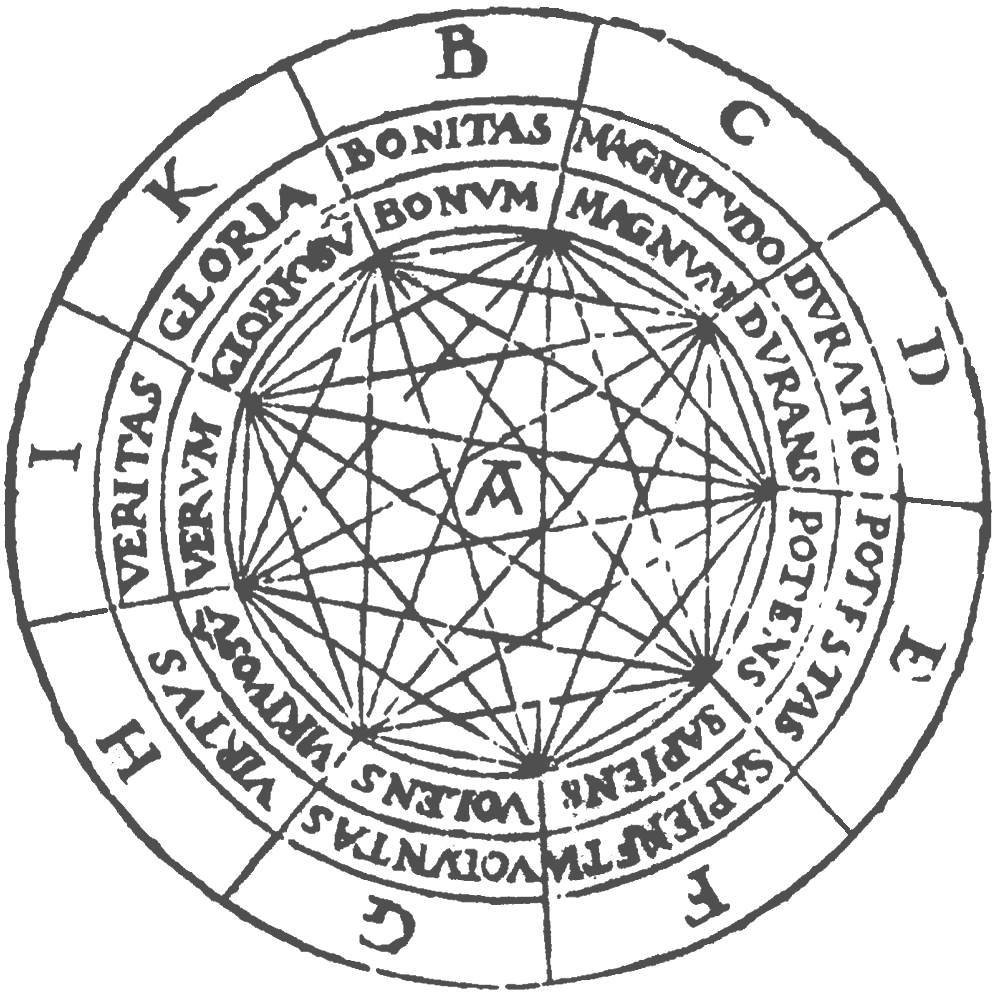
Полный граф на рисунке из труда Ars Magna Раймунда Луллия.

Обычно полный граф с {\displaystyle n} вершинами обозначается через {\displaystyle K_{n}}. Некоторые источники утверждают, что буква {\displaystyle K} в этом обозначении является сокращением от немецкого слова нем. komplett, в переводе на русский – «полный, целый», однако оригинальное название полного графа на немецком, нем. vollständiger Graph, не содержит буквы {\displaystyle K}. По другой версии, такое обозначение полному графу было дано в честь Казимежа Куратовского, подчеркивая его вклад в развитие теории графов.

## Комбинаторные свойства
- Полный граф с {\displaystyle n} вершинами имеет {\displaystyle n(n-1)/2} рёбер, это треугольное число.
- Полный граф с {\displaystyle n} вершинами является регулярным графом степени {\displaystyle n-1}.
- Любой полный граф является своей максимальной кликой.
- Граф {\displaystyle K_{n}} является {\displaystyle (n-1)}-связным[англ.].
- Дополнение графа {\displaystyle K_{n}} – это пустой граф, то есть граф без рёбер.
- Полный граф, каждое ребро которого снабжено ориентацией, называется турниром.
- В полном графе не может быть независимого множества более чем из одной вершины.[7]
- Пусть {\displaystyle n\in \mathbb {N} }, а {\displaystyle \,T_{1},T_{2},\dots ,T_{n}} – семейство деревьев ограниченных степеней, где для любого {\displaystyle i\in \{1,2,\dots n\}} число вершин  дерева {\displaystyle T_{i}} равно {\displaystyle i}. Тогда граф {\displaystyle K_{n}} можно разложить на деревья {\displaystyle \,T_{1},T_{2},\dots ,T_{n}}, то есть существуют попарно рёберно-непересекающиеся копии графов {\displaystyle \,T_{1},T_{2},\dots ,T_{n}} в графе {\displaystyle K_{n}}, и каждое ребро графа {\displaystyle K_{n}} принадлежит хотя бы одной из этих копий.[8]
- Число различных путей между двумя выделенными вершинами в полном графе {\displaystyle K_{n+2}} вычисляется[9] по формуле {\displaystyle w_{n+2}=n!e_{n}=\lfloor en!\rfloor }, где через {\displaystyle e} обозначена постоянная Эйлера, и
{\displaystyle e_{n}=\sum _{k=0}^{n}{\frac {1}{k!}}.}
- Индексы Хосойи (полные числа паросочетаний) полного графа являются телефонными числами[англ.] ({\displaystyle n}-ое телефонное число – это число различных вариантов, которыми из {\displaystyle n} человек можно выбрать набор пар людей, которые будут одновременно созваниваться друг с другом по телефону; в частности можно выбрать пустой набор), причём на полных графах реализуются максимально возможные значения индекса Хосойи для {\displaystyle n}-вершинного графа.[10] Эти индексы образуют последовательность
1, 1, 2, 4, 10, 26, 76, 232, 764, 2620, 9496, 35696, 140152, 568504, 2390480, 10349536, 46206736, ... последовательность A000085 в OEIS.

- Число совершенных паросочетаний графа {\displaystyle K_{n}} с чётным {\displaystyle n} определяется с помощью двойного факториала и равняется {\displaystyle (n-1)!!}.[11]
- Теорема Рамсея: Для любых {\displaystyle c} натуральных чисел {\displaystyle n_{1},n_{2},\dots ,n_{c}} в любой {\displaystyle c}-цветной раскраске рёбер достаточно большого полного графа содержится полный подграф с {\displaystyle n_{i}} вершинами для некоторого цвета {\displaystyle i}. В частности, для любых {\displaystyle r} и {\displaystyle s}, достаточно большой полный граф двухцветной (чёрно-белой) раскраски, содержит либо полный чёрный подграф из {\displaystyle r} вершин, либо полный белый подграф из {\displaystyle s} вершин.[12]
- Теорема Турана: Обозначим через {\displaystyle {\textrm {ex}}(v,n)} максимальное количество рёбер, которое может иметь граф с {\displaystyle v} вершинами, не содержащий подграфа, изоморфного {\displaystyle K_{n}}. Тогда, если {\displaystyle v=m(n-1)+r}, где {\displaystyle r} — остаток от деления {\displaystyle v} на {\displaystyle n-1}, то этот максимум равен {\displaystyle {\textrm {ex}}(v,n)={\frac {(n-2)(v^{2}-r^{2})}{2n-2}}+{\frac {r(r-1)}{2}}.} Среди всех графов на {\displaystyle v} вершинах, не содержащих подграфа {\displaystyle K_{n}}, этот максимум по количеству рёбер достигается на графе {\displaystyle T_{n}(v)}, определяемом следующим образом. Пусть {\displaystyle T_{n}(v)} это граф с {\displaystyle v} вершинами, разобьём все вершины на {\displaystyle n-1} «почти равных» групп (то есть возьмём {\displaystyle r} групп по {\displaystyle m+1} вершине и {\displaystyle n-1-r} групп по {\displaystyle m} вершин, если {\displaystyle v:(n-1)=m} с остатком {\displaystyle r}) и соединим рёбрами все пары вершин из разных групп. Таким образом получим {\displaystyle (n-1)}-дольный граф.[13]
- Теорема Кэли о числе деревьев: Число остовных деревьев в полном графе {\displaystyle K_{n}} равно {\displaystyle n^{n-2}.}[14]

## Геометрические и топологические свойства

### Число пересечений
Известна верхняя оценка на число пересечений полного графа, а именно {\displaystyle {\textrm {cr}}(K_{n})\leq {\tfrac {1}{4}}\left\lfloor {\tfrac {n}{2}}\right\rfloor \left\lfloor {\tfrac {n-1}{2}}\right\rfloor \left\lfloor {\tfrac {n-2}{2}}\right\rfloor \left\lfloor {\tfrac {n-3}{2}}\right\rfloor }. Впервые, в конце пятидесятых, вопрос о существовании такой оценки выдвинул Энтони Хилл, известный британский художник-абстракционист. Ему удалось разработать несколько особых методов изображения полных графов, позволивших в дальнейшем эффективно исследовать их числа пересечений. Один из таких методов известен как «рисунок на алюминиевой банке», а другой – как «изображения Харари-Хилла». Анализируя эти методы изображения математикам Блажеку и Коману удалось подтвердить оценку Хилла для всех полных графов в 1964 году. Хилл выдвинул более сильную гипотезу, а именно {\displaystyle {\textrm {cr}}(K_{n})={\tfrac {1}{4}}\left\lfloor {\tfrac {n}{2}}\right\rfloor \left\lfloor {\tfrac {n-1}{2}}\right\rfloor \left\lfloor {\tfrac {n-2}{2}}\right\rfloor \left\lfloor {\tfrac {n-3}{2}}\right\rfloor }. Эта гипотеза известна как гипотеза Хилла и на данный момент подтверждена только для нескольких малых {\displaystyle n}. Гипотезу Хилла иногда называют гипотезой Гая, в честь британского математика Ричарда Гая, в чьей работе за 1960 год содержатся прямые намеки на данный вопрос, или гипотезой Харари-Хилла, так как работа Энтони Хилла и Фрэнка Харари за 1963 год, видимо, самая ранняя опубликованная математическая статья, содержащая точную формулировку этой гипотезы.
Полные графы {\displaystyle K_{n}} при {\displaystyle n\leq 4} являются планарными, то есть их число пересечений равно 0. В 1972 году Гай показал, что гипотеза Хилла верна для всех {\displaystyle n\leq 10}, а в 2007 году Шэнджунь Пэн и Брюс Рихтер подтвердили гипотезу Хилла для {\displaystyle n=11,12}. В 2015 году Дэн Макуиллан, Шэнджунь Пэн и Брюс Рихтер выяснили, что {\displaystyle {\textrm {cr}}(K_{13})} является нечетным числом, лежащим между 219 и 225 включительно. Вся известная на данный момент информация о точных значениях чисел пересечений полных графов представлена в таблице ниже.
| {\displaystyle G}                 | {\displaystyle K_{5}} | {\displaystyle K_{6}} | {\displaystyle K_{7}} | {\displaystyle K_{8}} | {\displaystyle K_{9}} | {\displaystyle K_{10}} | {\displaystyle K_{11}} | {\displaystyle K_{12}} | {\displaystyle K_{13}}                              |
| {\displaystyle {\textrm {cr}}(G)} | {\displaystyle 1}     | {\displaystyle 3}     | {\displaystyle 9}     | {\displaystyle 18}    | {\displaystyle 36}    | {\displaystyle 60}     | {\displaystyle 100}    | {\displaystyle 150}    | {\displaystyle 219,221,223} или {\displaystyle 225} |

Кроме того, в 1969 году Гай получил нижнюю оценку на число пересечений полного графа, а именно 
{\displaystyle {\textrm {cr}}(K_{n})\geq {\tfrac {1}{120}}n(n-1)(n-2)(n-3)}. При этом, ещё в 1960 году он обнаружил, что существует предел {\displaystyle \lim _{n\to \infty }{{\textrm {cr}}(K_{n})/Z(n)}}, где {\displaystyle Z(n)={\tfrac {1}{4}}\left\lfloor {\tfrac {n}{2}}\right\rfloor \left\lfloor {\tfrac {n-1}{2}}\right\rfloor \left\lfloor {\tfrac {n-2}{2}}\right\rfloor \left\lfloor {\tfrac {n-3}{2}}\right\rfloor }, а в 2007 году Этьен де Клерк, Дмитрий Пасечник и Александр Схрейвер выяснили, что верна оценка 
{\displaystyle \lim _{n\to \infty }{\frac {{\textrm {cr}}(K_{n})}{Z(n)}}\geq 0.8594}.

### Число прямолинейных пересечений
Для {\displaystyle n\leq 7} и {\displaystyle n=9} число прямолинейных пересечений графа {\displaystyle K_{n}}, которое обычно обозначается через {\displaystyle {\textrm {rcr}}(K_{n})}, совпадает с его обыкновенным числом пересечений. Однако, число прямолинейных пересечений графа {\displaystyle K_{8}} равно {\displaystyle 19}, тогда как {\displaystyle {\textrm {cr}}(K_{8})=18}. В 2001 году Алекс Бродский, Стефан Дуроше и Эллен Гетнер выяснили, что число прямолинейных пересечений графа {\displaystyle K_{10}} равно 62, при {\displaystyle {\textrm {cr}}(K_{10})=60}. 

На данный момент точные значения {\displaystyle {\textrm {rcr}}(K_{n})} известны для {\displaystyle n\leq 27} и {\displaystyle n=30}. Суть точного вычисления заключается в нахождении соответствующих (и совпадающих) нижних и верхних оценок. Нижние оценки для {\displaystyle n\leq 27} были построены совместно математиками Бернардо Абрего, Сильвией Фернандес-Мерчант, Хесусом Леаньосом и Геласио Салазаром в 2012 году, нижняя оценка для {\displaystyle n=30} построена совместно математиками Марио Сетина, Сесаром Эрнандес-Велесом, Хесусом Леаньосом и Кристобалем Вильялобос Гильеном в 2012 году, а все верхние оценки получены австрийским математиком Освином Айххольцером. Кроме того, Айххольцер опубликовал на своём сайте суммарную информацию обо всех известных на данный момент нижних и верхних оценках на {\displaystyle {\textrm {rcr}}(K_{n})} вплоть до {\displaystyle n=100}. Ниже приведена таблица с соответствующими оценками для {\displaystyle 5\leq n\leq 30}.
| {\displaystyle G}                  | {\displaystyle K_{5}} | {\displaystyle K_{6}} | {\displaystyle K_{7}} | {\displaystyle K_{8}} | {\displaystyle K_{9}} | {\displaystyle K_{10}} | {\displaystyle K_{11}} | {\displaystyle K_{12}} | {\displaystyle K_{13}} | {\displaystyle K_{14}} | {\displaystyle K_{15}} | {\displaystyle K_{16}} | {\displaystyle K_{17}} | {\displaystyle K_{18}} | {\displaystyle K_{19}} | {\displaystyle K_{20}} | {\displaystyle K_{21}} | {\displaystyle K_{22}} | {\displaystyle K_{23}} | {\displaystyle K_{24}} | {\displaystyle K_{25}} | {\displaystyle K_{26}} | {\displaystyle K_{27}} | {\displaystyle K_{28}}                        | {\displaystyle K_{29}}                                              | {\displaystyle K_{30}} |
| {\displaystyle {\textrm {rcr}}(G)} | {\displaystyle 1}     | {\displaystyle 3}     | {\displaystyle 9}     | {\displaystyle 19}    | {\displaystyle 36}    | {\displaystyle 62}     | {\displaystyle 102}    | {\displaystyle 153}    | {\displaystyle 229}    | {\displaystyle 324}    | {\displaystyle 447}    | {\displaystyle 603}    | {\displaystyle 798}    | {\displaystyle 1029}   | {\displaystyle 1318}   | {\displaystyle 1657}   | {\displaystyle 2055}   | {\displaystyle 2528}   | {\displaystyle 3077}   | {\displaystyle 3699}   | {\displaystyle 4430}   | {\displaystyle 5250}   | {\displaystyle 6180}   | {\displaystyle 7233} или {\displaystyle 7234} | {\displaystyle 8421}, {\displaystyle 8422} или {\displaystyle 8423} | {\displaystyle 9726}   |

В 1994 году Эдвард Р. Шайнерман и Герберт С. Уилф обнаружили неожиданную связь между числом прямолинейных пересечений графа {\displaystyle K_{n}} и задачей Сильвестра "о четырёх точках" из вероятностной геометрии. Пусть {\displaystyle R} — открытое множество на плоскости с конечной мерой Лебега. Обозначим через {\displaystyle {\textrm {q}}(R)} вероятность того, что если в {\displaystyle R} равномерно и случайно выбраны четыре точки независимо друг от друга, то их выпуклая оболочка является четырёхугольником, а через {\displaystyle {\textrm {q}}^{*}} – инфимум значений {\displaystyle {\textrm {q}}(R)} по всем таким {\displaystyle R}. Тогда верно равенство
{\displaystyle \lim _{n\to \infty }{\frac {{\textrm {rcr}}(K_{n})}{n \choose 4}}={\textrm {q}}^{*},}
где {\displaystyle {n \choose 4}} обозначает соответствующий биномиальный коэффициент. Продолжительное время уточнялись верхняя и нижняя оценки на константу {\displaystyle {\textrm {q}}^{*}}, и на данный момент лучшая нижняя и лучшая верхняя оценки получены совместно математиками Бернардо Абрего, Сильвией Фернандес-Мерчант, Хесусом Леаньосом и Геласио Салазаром, и составляют

Книжное вложение с тремя страницами для графа

{\displaystyle 0.379972<{\frac {277}{729}}\leq {\textrm {q}}^{*}\leq {\frac {83247328}{218791125}}<0.380488.}

### Планарность и книжная толщина
Графы с {\displaystyle K_{1}} по {\displaystyle K_{4}} являются планарными. Полные графы с большим количеством вершин не являются планарными, так как содержат подграф {\displaystyle K_{5}} и, следовательно, не удовлетворяют критерию Понтрягина — Куратовского.
При {\displaystyle n\leq 6} граф {\displaystyle K_{n}} является 1-планарным графом, но при {\displaystyle n\geq 7} граф {\displaystyle K_{n}} не является 1-планарным.
Книжная толщина графа {\displaystyle K_{5}} равна {\displaystyle 3}. Для любых {\displaystyle n\geq 4} граф {\displaystyle K_{n}} имеет книжную толщину в точности {\displaystyle \lceil n/2\rceil }.

### Симплексы и многогранники

Интерактивное изображение многогранника Часара. Водите мышью влево и вправо чтобы поворачивать [ SVG изображение].

Полный граф образуется из вершин и ребер (n-1)-симплекса. Так, например, геометрически {\displaystyle K_{3}} образует множество вершин и ребер треугольника, {\displaystyle K_{4}} – тетраэдра и так далее. Объединение всех семи вершин и двадцати одного ребра многогранника Часара, топологически эквивалентного тору, образует полный граф {\displaystyle K_{7}}.
Граф 2-смежностного многогранника является полным графом.

### Зацепленность и заузленность
Граф {\displaystyle K_{6}} не имеет незацепленного вложения, а более точно, как доказали Джон Хортон Конвей и Кэмерон Гордон в 1983 году, для любого вложения {\displaystyle K_{6}} в трехмерное пространство существует два таких цикла в {\displaystyle K_{6}}, образы которых при вложении имеют нечетный коэффициент зацепления. А для любого вложения графа {\displaystyle K_{7}} в трехмерное пространство существует такой гамильтонов цикл в {\displaystyle K_{7}}, образ которого при вложении имеет нетривиальный инвариант Арфа, то есть является нетривиальным узлом. В 2002 году Эрика Флапан доказала, что для любого {\displaystyle m\in \mathbb {N} } найдется такое {\displaystyle n\in \mathbb {N} }, что каждое вложение графа {\displaystyle K_{n}} в {\displaystyle \mathbb {R} ^{3}} содержит двукомпонентное зацепление, коэффициент зацепления которого равен {\displaystyle m}. А кроме того, для любого {\displaystyle m\in \mathbb {N} } найдется такое {\displaystyle r\in \mathbb {N} }, что каждое вложение графа {\displaystyle K_{n}} в {\displaystyle \mathbb {R} ^{3}} содержит узел {\displaystyle Q}, такой что {\displaystyle |a_{2}(Q)|\geq m}, где через {\displaystyle a_{2}(Q)} обозначен второй коэффициент многочлена Конвея узла {\displaystyle Q}.

## Примеры
Ниже приведены полные графы с числом вершин от 1 до 12 и количества их рёбер.
| K1 (0)  | K2 (1)  | K3 (3)  | K4 (6)   | K5 (10)  | K6 (15)  |
| ------- | ------- | ------- | -------- | -------- | -------- |
|         |         |         |          |          |          |
| K7 (21) | K8 (28) | K9 (36) | K10 (45) | K11 (55) | K12 (66) |
|         |         |         |          |          |          |